# Daína Chaviano

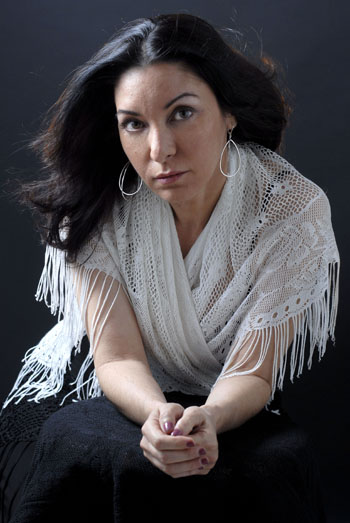
Daína Chaviano

Daína Chaviano, född 1963 i Havanna, är en kubansk-amerikansk fantasy- och science fiction-författare, sedan 1991 bosatt i USA.

## Författarskap
Under sina år på Kuba skrev hon ett flertal fantasy- och science fiction-romaner, och blev snart sitt lands mest framstående och bästsäljande författare inom de båda genrerna. I sitt skrivande rör hon sig lika ledigt inom fantasigenren som inom den klassiska litteraturen. Ofta förekommande ämnen i hennes romaner är mytologi, erotik, historia, sociologi, parapsykologi, politik och magi, ämnen som hon utvecklar med ett såväl poetiskt som sensuellt bildspråk.
Till hennes viktigaste verk räknas serien Det hemliga Havanna, som består av ett flertal romaner, bland andra Den oändliga kärlekens ö. Romanen har översatts till 25 språk och har därmed blivit den mest översatta kubanska romanen någonsin.

## Priser och utmärkelser
När man på Kuba för första gången någonsin utlyste en tävling för science fiction-litteratur (1979) gick priset till den då unga studenten Daína Chaviano. Priset var hennes första litterära utmärkelse.
Den oändliga kärlekens ö belönades med Guldmedaljen i den litterära pristävlingen Florida Book Awards 2006, där man belönar de bästa romaner som utkommit i USA under året.